# エスフォルタ
エスフォルタは、住友不動産エスフォルタ株式会社が運営する日本のスポーツクラブ。旧名称はノーチラス。

## 店舗
- エスフォルタ渋谷
- エスフォルタ市ヶ谷
- エスフォルタ水道橋
- エスフォルタ赤坂
- エスフォルタ横浜
- エスフォルタ六本木　東京メトロ　南北線「六本木一丁目駅」直結

- 住友不動産が所有する建物にテナントとして入居している。

## 特色
- 完全担当者制をコンセプトとしている。フィットネスパートナーと呼ばれる担当者が個々の会員をフォローする。
- ファーストチャレンジ　新規入会者をマンツーマンでサポートする（全5回）
- 会員種別によりレンタルウェア（Ｔシャツ・ハーフパンツ・シューズ・ソックス・水着・バスローブ・タオルセット）が無料になる。
- 無料栄養カウンセリング
- プロのレッスンが受けられるゴルフ会員（六本木店のみ）

## 主なスタジオプログラム
他のスポーツクラブと比較して、ヨガ・ダンス系の比率が高い。
- 格闘技系
  - グループキック・ストライクボクシング・マーシャルワークアウト・太極拳・カンフー
- ダンス系
  - シアターダンス・HIPHOP・ラテンダンス・ジャズダンス・ベリーダンス・ZUMBA・フラダンス・カポエラダンス・HIPHOPJAZZ・HOUSE・フラメンコ・ストリートダンス
- ヨガ・ピラティス系
  - パワーヨガ・アロマヨガ・ヨーガ・YOGA・ピラティス・ルーシーダットン
- エアロビクス系
  - エアロウォーク・ステップ・シェイプアップウォーク・ラテンエアロ
- その他
  - エイジレスウォーキング・骨盤エクササイズ・リンパセラピー・バレエ・アロマストレッチ・グループパワー・自力整体

## 有料サービス
- パートナーストレッチ（インストラクターがストレッチをサポート）
- パーソナルトレーニング（資格を持ったトレーナーとマンツーマンでトレーニング）
- エステサービス

## 指定管理運営施設
葛飾区
- 葛飾区総合スポーツセンター体育館
- 葛飾区総合スポーツセンター温水プール館・エイトホール
- 葛飾区水元総合スポーツセンター

府中市
- 府中市生涯学習センター

墨田区
- すみだスポーツ健康センター

## その他
- 八王子市総合体育館（京王高尾線狭間駅前）の命名権を取得しており、「エスフォルタアリーナ八王子」の呼称が使われている。